# سدا تساغیکیان
سدا تساغیکیان (ارمنی غربی: Սեդա Ծաղիկեան؛ انگلیسی: Seda Tsaghikian زادهٔ ۱۹۲۴)، نویسنده و نمایش‌نامه‌نویس اهل ارمنستان است. 

## زندگی‌نامه
وی در ۱۹۲۴ در استانبول به دنیا آمد .  از سال ۱۹۵۹ وی ساکن دیترویت می‌باشد.